# Bromoheksyna
Bromoheksyna, bromheksyna (łac. bromhexinum) – organiczny związek chemiczny, lek mukolityczny o złożonym mechanizmie działania – zwiększa ilość wydzieliny i upłynnia ją (zmniejsza zawartość mukopolisacharydów i albumin w śluzie), a także zwiększa ilość surfaktantu. Jest syntetyczną pochodną naturalnego alkaloidu – wazycyny. W wątrobie ulega metabolizmowi do związku czynnego – ambroksolu.

## Wskazania
- astma oskrzelowa,
- choroby oskrzeli z gęstą, nadmiernie lepką wydzieliną, przewlekłe zapalenie oskrzeli,
- mukowiscydoza,
- zapalenie zatok przynosowych, przewlekłe zapalenie krtani.

## Przeciwwskazania
- nadwrażliwość na bromoheksynę,
- równoczesne stosowanie leków przeciwkaszlowych (kodeina lub jej pochodne),
- czynna choroba wrzodowa,
- ciężkie zaburzenia czynności wątroby lub nerek.

## Interakcje
- ułatwia przenikanie antybiotyków do wydzieliny oskrzelowej zwiększając ich skuteczność w leczeniu bakteryjnych zakażeń dróg oddechowych,
- leki przeciwkaszlowe typu kodeiny osłabiają działanie bromheksyny,
- może nasilać działanie drażniące na błonę śluzową żołądka w połączeniu z niesteroidowymi lekami przeciwzapalnymi.

Zachować ostrożność przy jednoczesnym stosowaniu cholinolityków wysuszających śluzówkę.

## Działania niepożądane
- nudności, wymioty, biegunka, bóle w nadbrzuszu, napady kaszlu,
- osutki, świąd, obrzęk naczynioruchowy,
- ból i zawroty głowy, senność, obniżenie ciśnienia tętniczego,
- rzadko: zwiększenie aktywności transaminaz w surowicy.

## Dawkowanie
Stosowanie doustne, po posiłku, w równych odstępach czasu:
- dorośli i dzieci powyżej 10. roku życia – 8 mg, 3 razy dziennie;
- dzieci 5-10 lat – 4 mg, 3 razy dziennie;
- dzieci 3-5 lat – 4 mg, 2 razy dziennie;
- dzieci 1-2 lat (krople lub syrop) – 2 mg, 2 razy dziennie;
- niemowlęta 6-12 mies. (krople) – 1 mg, 2-3 razy dziennie;
- niemowlęta 1-6 mies. (krople) – 1 mg, 2 razy dziennie.

## Preparaty
Chlorowodorek bromoheksyny:
- Bisolvon – iniekcje 4 mg/2 ml, płyn 4 mg/2 ml, syrop 4 mg/5 ml, tabletki 8 mg;
- Bromhexin – tabletki powlekane 8 mg;
- Bromhexin 8 – syrop 4 mg/5 ml;
- Flegamina – iniekcje 4 mg/2 ml, krople 2 mg/ml, syrop 4 mg/5 ml, tabletki 8 mg;
- Flegamina mite – syrop 2 mg/5 ml.